# Louis I. de Rohan
Louis I. de Rohan († 15. Dezember 1457 auf Schloss Mortiercrolles an einer Vergiftung durch seine Frau) aus dem Haus Rohan war ein französischer Adliger aus der Bretagne.
Er war Seigneur de Guéméné, de La Roche-Piriou, de La Roche-Moysan, de Gyé, de Mortiercolles et de Guingamp sowie Capitaine de Bretagne.

## Leben
Louis de Rohan ist das einzige Kind von Charles I. de Rohan († 1436) und Catherine du Guesclin († 1461), Dame du Verger, Seigneur et Dame de La Morlière, de Châtelain (Heirat 1406). Er ist ein Enkel von Jean I. de Rohan und Prinzessin Juana de Navarra, der Schwester von König Karl II. von Navarra.
Am 25. Januar 1438 huldigte er seinem Vetter, dem Vicomte Alain IX. de Rohan für Guéméné. Im Dezember 1442 nahm er an der Krönung von Herzog Franz I. in Rennes teil. 1449 wurde er als Gesandter zum französischen König Karl VII. geschickt, und ratifizierte den Vertrag über ein Offensiv- und Defensivbündnis zwischen der Bretagne und Frankreich, der am 27. Juni desselben Jahres in Rennes gegen die Engländer geschlossen wurde. 1450 nahm er an der Krönung von Herzog Peter II. und 1457 an der Krönung von Arthur III. teil.

## Ehe und Familie
Er heiratete per Ehevertrag vom 24. April 1443 Marie de Montauban, Dame de Montauban et de Landal, Erbtochter von Jean, Sire de Montauban. Admiral von Frankreich, und Anne de Kérandrais, Dame de La Rigaudiére. Ihre Kinder sind:
- Louis II. († 25. Mai Juni 1508), 1466 Seigneur de Guéméné, de Montauban, Gié, La Roche-Moysan etc., 22. September 1485 bretonischer Baron de Lanvaux; ⚭ (Ehevertrag 24. November 1455, ratifiziert 12. Juni 1463) Louise de Rieux, Tochter von François de Rieux, Seigneur de Rieux et de Rochefort, Comte d’Harcourt, Vicomte de Donges, Baron d’Ancenis, und Jeanne de Rohan, Tochter von Alain IX. de Rohan
- Pierre I. (* 1451; † 22. April 1513), Seigneur de Gié, du Verger, de Ham, Comte de Marle, 1485 französischer Prince, 1499–1505 Gouverneur von Amboise, Marschall von Frankreich; ⚭ (1) Françoise de Penhoët, Tochter von Guillaume, Comte de Penhoët, Vicomte de Fronsac, und Françoise de Maillé; ⚭ (2) (Ehevertrag 15. Juni 1503) Marguerite d’Armagnac, 1503 Duchesse de Nemours, Pair de France, Comtesse de Guise († November 1503), Tochter von Jacques d’Armagnac, Duc de Nemours, Pair de France, Comte de La Marche, und Louise d’Anjou
- Hélène († 1507); ⚭ Pierre Baron du Pont et de Rostrenen (X 28. Juli 1488 in der Schlacht bei Saint-Aubin-du-Cormier)

Er starb am 15. Dezember 1457 an einer Vergiftung durch seine Frau, nachdem er sein Testament gemacht und darin den Sire du Pont et de Rostrenen zum Vormund seiner Kinder ernannt und sie damit seiner Frau entzogen hatte. Es gelang Marie de Montauban, sich der bretonischen Justiz zu entziehen.